# Masahiko Kageyama
Masahiko Kageyama (jap. 影山正彦 Kageyama Masahiko; ur. 8 sierpnia 1963 w Prefekturze Kanagawa) – japoński kierowca wyścigowy.

## Kariera
Kageyama rozpoczął karierę w międzynarodowych wyścigach samochodowych w 1987 roku od startów w Japońskiej Formule 3. Z dorobkiem 21 punktów został sklasyfikowany na dziewiątej pozycji w klasyfikacji generalnej. W późniejszych latach Japończyk pojawiał się także w stawce All Japan Sports Prototype Car Endurance Championship, World Sports-Prototype Championship, Grand Prix Makau, Japanese Touring Car Championship, Japońskiej Formuły 3000, All Japan Touring Car championship, All Japan GT Championship, F3000 International Speed Cup, 24-godzinnego wyścigu Le Mans, Formuły Nippon, FIA GT Championship, Japan GT Festival in Malaysia oraz 1000 km Suzuka.

## Wyniki w 24h Le Mans
| Rok  | Zespół                 | Partnerzy                       | Samochód               | Klasa  | Okr. | Poz. | Klasa Pos. |
| ---- | ---------------------- | ------------------------------- | ---------------------- | ------ | ---- | ---- | ---------- |
| 1995 | NISMO                  | Kazuyoshi Hoshino Toshio Suzuki | Nissan Skyline GT-R LM | GT1    | 157  | NU   | NU         |
| 1996 | NISMO                  | Aguri Suzuki Masahiko Kondō     | Nissan Skyline GT-R LM | GT1    | 209  | NU   | NU         |
| 1997 | Nissan Motorsport TWR  | Kazuyoshi Hoshino Érik Comas    | Nissan R390 GT1        | GT1    | 294  | 12   | 5          |
| 1998 | Nissan Motorsports TWR | Aguri Suzuki Kazuyoshi Hoshino  | Nissan R390 GT1        | GT1    | 347  | 3    | 3          |
| 2000 | TV Asahi Team Dragon   | Toshio Suzuki Masami Kageyama   | Panoz LMP-1 Roadster-S | LMP900 | 340  | 6    | 6          |